# Escut de Belianes

Escut oficial de Belianes

L'escut oficial de Belianes té el següent blasonament: 
Escut caironat: de porpra, 2 palmes d'or posades en pal i apuntades acompanyades al cap d'una corona reial d'or. Per timbre una corona mural de poble.

## Història
Fou aprovat el 28 d'abril de 1993 i publicat dins el DOGC el 7 de maig del mateix any amb el número 1742.
Les palmes fan al·lusió al martiri dels sants Esteve i Sebastià. La corona reial és un senyal tradicional de l'escut del poble; en realitat, els reis Jaume I, Jaume el Just, Pere III i altres van anar comprant i venent el domini sobre la població, que sempre acabava retornant als vescomtes de Cardona, barons d'Anglesola i de Bellpuig.